# Medićolike
Medićolike (lat. Lamiales), biljni red iz razreda Magnoliopsida, dikotiledonih cvjetnica s oko 24.000 vrsta u dvadesetak porodica. Najpoznatiji predstavnici ovog reda koje su ekonomski najznačajnije, su masline, lavanda, sezam i druge niže biljke kao metvica, bosiljak i ružmarin, kao i male porodice mesožderki Lentibulariaceae i Byblidaceae. Lamiales pripada asteridima, ili simpetalnoj liniji cvjetnica, u skupini lamiida botaničkog klasifikacijskog sustava Angiosperm Phylogeny Group IV (APG IV).

## Opis
Iako je red znatno heterogeniji nego što je bio pod Cronquistov klasifikacijski|Cronquistovim klasifikacijskim sustavom, prošireni Lamiales sustava APG IV podržan je znatnim brojem tehničkih i molekularnih karakteristika koji su uobičajeni u svim njegovim porodicama. Na primjer, ugljikohidrati se pohranjuju kao oligosaharidi, a ne kao škrob, lišće ima specijalizirane stomate, a biljke često proizvode flavone obogaćene kisikom i druge jedinstvene kemijske spojeve. Lakše prepoznatljive karakterisrike uključuju obično nasuprotne listove, čestu prisutnost žljezdanih dlačica i uglavnom kapsulaste plodove.
Mnogi pripadnici reda imaju bilateralno simetrične cvjetove (vijenčići nepravilnog oblika sa samo jednom ravninom simetrije), s manje prašnika nego latica. Kod mnogih vrsta vjenčić ima dvije usne, pri čemu se gornja usna sastoji od dvije latice, a donja od tri. Broj latica u svakoj usnici ponekad nije očit. Usne mogu biti iste veličine ili jedna može biti znatno veća. Ispupčenje prema gore, nepce, u središnjem dijelu donje usne je izraženo kod nekih vrsta, kao što je obični zmaj (Antirrhinum majus), kod kojeg zatvara grlo vjenčića. Baza vjenčića može imati ostrugu koja strši unatrag, kao kod zidnog klobučića (Cymbalaria muralis), lanilista (Linaria), mjehuraste (Lentibularia) i tustice (Pinguicula); ovaj izdanak je mjesto proizvodnje nektara.
U nekim porodicama reda, androecium (prašnici) je izgrađen na dvodijelnom (dimerous) ili četverodijelnom (tetramerous) planu, a oba su povezana s pravilnim vjenčićima. Na primjer, vrste Oleaceae (npr. jasenovi, forzicije, jasmin i jorgovani) obično imaju dva prašnika, a vrste Buddleja (budleja; član Scrophulariaceae) obično imaju četiri. U drugim porodicama reda, androecij je izgrađen na peterodijelnom (pentamernom) planu, povezan uglavnom s nepravilnim vjenčićima. Kod ovih vrsta odstupanja od punog niza od pet prašnika jasno proizlaze iz potiskivanja jednog ili više od pet. Dakle, nekoliko pripadnika reda ima pet prašnika (kao u divizme; pripadnici Scrophulariaceae), ali većina ima samo dva ili četiri. Vrste s četiri prašnika (gornji par i donji par) nemaju samo gornji prašnik. Druge vrste nemaju gornji prašnik i gornji ili donji par, ostavljajući samo dva prašnika. Bilo koji od izgubljenih prašnika može biti predstavljen staminodijom ili sterilnim prašnikom koji se nosi umjesto normalnog prašnika, ali ne proizvodi pelud. Ovisno o vrsti, staminodij može varirati od sitne projekcije na unutarnjoj površini vjenčića do izdužene filamentne strukture jednake veličine i uočljivosti normalnim prašnicima (npr. penstemon). Kod većine vrsta iz reda, prašnikovi su filamenti sjedinjeni s laticama (epipetali), a stupanj srastanja kreće se od neznatnog do znatno većeg od polovice duljine prašnika. Prašnici su naizmjenični s režnjevima vjenčića; odnosno pričvršćeni su između latica. Kod nekih vrlo nepravilnih cvjetova teško je uočiti naizmjenični raspored. Prašnici svih pripadnika reda imaju četiri peludne vrećice. Oblik i struktura peludi vrlo su raznoliki. Jedna porodica reda, Acanthaceae, pokazuje širi raspon morfoloških značajki peludi od gotovo bilo koje druge porodice cvjetnica.
Većina vrsta u redu ima jajnik s dvije lokule ili komore, od kojih svaka predstavlja jednu karpelu. Većina porodia u redu ima aksilnu placentaciju (jajne stanice ili posteljice razvijaju se na središnjem stupu u jajniku), iako neke, poput Orobanchaceae i Gesneriaceae, imaju parijetalnu placentaciju (jajne stanice su smještene duž vanjskih stijenki jajnika ili uz djelomične pregrade koje se protežu prema unutra). Lentibulariaceae karakterizira slobodna središnja placentacija, u kojoj se ovule nose na središnjoj peteljci koja proizlazi iz baze jedne lokule.
Iako većina vrsta Lamiales proizvodi nekoliko do mnogo sjemenki po plodu, neke proizvode samo jednu (neke vrste Globularia). Možda rekord u proizvodnji sjemena u redu pripada članu Orobanchaceae, Boschniakia rossica, maloj parazitskoj biljci koja proizvodi više od 300.000 sjemenki. Veličina sjemena u Lamiales kreće se od prašnolikih sjemenki brnistre (Orobanchaceae), koje mogu biti manje od 0,3 mm (0,01 inča), do dugih, tankih sjemenki nekih članova Bignoniaceae, koje mogu biti duge nekoliko centimetara.

## Porodice
1. Familia Plocospermataceae Hutch. (1 sp.)
  1. Plocosperma Benth. (1 sp.)
2. Familia Carlemanniaceae Airy Shaw (5 spp.)
  1. Carlemannia Benth. (3 spp.)
  2. Silvianthus Hook.f. (2 spp.)
3. Familia Oleaceae Hoffmanns. & Link (752 spp.)
  1. Tribus Fontanesieae H.Taylor ex L.A.S.Johnson
    1. Fontanesia Labill. (2 spp.)

  2. Tribus Forsythieae H.Taylor ex L.A.S.Johnson
    1. Abeliophyllum Nakai (1 sp.)
    2. Forsythia Vahl (11 spp.)

  3. Tribus Myxopyreae Boerl.
    1. Myxopyrum Blume (5 spp.)
    2. Nyctanthes L. (2 spp.)
    3. Dimetra Kerr (1 sp.)

  4. Tribus Jasmineae Lam. & DC.
    1. Menodora Bonpl. (26 spp.)
    2. Jasminum L. (194 spp.)
    3. Chrysojasminum Banfi (10 spp.)

  5. Tribus Oleeae Hoffmanns. & Link ex Dumort.
    1. Subtribus Ligustrinae Koehne
      1. Syringa L. (13 spp.)
      2. Ligustrum L. (44 spp.)

    2. Subtribus Schreberinae E.Wallander & V.A.Albert
      1. Schrebera Roxb. (16 spp.)

    3. Subtribus Fraxininae E.Wallander & V.A.Albert
      1. Fraxinus Tourn. ex L. (58 spp.)

    4. Subtribus Oleinae E.Wallander & V.A.Albert
      1. Olea L. (12 spp.)
      2. Tetrapilus Lour. (23 spp.)
      3. Haenianthus Griseb. (3 spp.)
      4. Chionanthus Royen (140 spp.)
      5. Notelaea Vent. (24 spp.)
      6. Picconia A.DC. (2 spp.)
      7. Hesperelaea A.Gray (1 sp.)
      8. Noronhia Stadman (104 spp.)
      9. Phillyrea L. (2 spp.)
      10. Osmanthus Lour. (25 spp.)
      11. Cartrema Raf. (4 spp.)
      12. Chengiodendron C.B.Shang, X.R.Wang, Yi F.Duan & Yong F.Li (3 spp.)
      13. Forestiera Poir. (22 spp.)
      14. Priogymnanthus P.S.Green (4 spp.)
4. Familia Tetrachondraceae Wettst. (3 spp.)
  1. Tetrachondra Petrie ex Oliv. (2 spp.)
  2. Polypremum L. (1 sp.)
5. Familia Peltantheraceae Molinari (1 sp.)
  1. Peltanthera Benth. (1 sp.)
6. Familia Calceolariaceae Olmstead (270 spp.)
  1. Jovellana Ruiz & Pav. (5 spp.)
  2. Calceolaria L. (265 spp.)
7. Familia Gesneriaceae Rich. & Juss. (3910 spp.)
  1. Subfamilia Sanangoideae A.Weber, J.L.Clark & Mich.Möller
    1. Sanango Bunting & Duke (1 sp.)

  2. Subfamilia Gesnerioideae Burnett
    1. Tribus Titanotricheae T.Yamaz. ex W.T.Wang
      1. Titanotrichum Soler. (1 sp.)

    2. Tribus Napeantheae Wiehler
      1. Napeanthus Gardner (17 spp.)

    3. Tribus Beslerieae Bartl.
      1. Subtribus Besleriinae G.Don
        1. Besleria L. (168 spp.)
        2. Gasteranthus Benth. (39 spp.)
        3. Cremosperma Benth. (26 spp.)
        4. Reldia Wiehler (6 spp.)

    4. Tribus Anetanthiinae A.Weber & J.L.Clark
      1. Cremospermopsis L.E.Skog & L.P.Kvist (3 spp.)
      2. Anetanthus Hiern ex Benth. & Hook.f. (3 spp.)
      3. Resia H.E.Moore (4 spp.)
      4. Tylopsacas Leeuwenb. (1 sp.)
      5. Shuaria D.A.Neill & J.L.Clark (1 sp.)

    5. Tribus Coronanthereae Fritsch
      1. Subtribus Coronantherinae Fritsch
        1. Coronanthera Vieill. ex C.B.Clarke (11 spp.)
        2. Bopopia Munzinger & J.R.Morel (1 sp.)
        3. Rhabdothamnus A.Cunn. (1 sp.)

      2. Subtribus Mitrariinae Hanst.
        1. Mitraria Cav. (1 sp.)
        2. Sarmienta Ruiz & Pav. (1 sp.)
        3. Asteranthera Klotzsch & Hanst. (1 sp.)
        4. Fieldia A.Cunn. (1 sp.)

      3. Subtribus Negriinae V.L.Woo, J.F.Sm. & Garn.-Jones
        1. Depanthus S.Moore (2 spp.)
        2. Negria F.Muell. (1 sp.)
        3. Lenbrassia G.W.Gillett (1 sp.)

    6. Tribus Gesnerieae Dumort.
      1. Subtribus Gesneriinae Oerst.
        1. Bellonia L. (2 spp.)
        2. Pheidonocarpa L.E.Skog (1 sp.)
        3. Gesneria L. (57 spp.)
        4. Rhytidophyllum Mart. (25 spp.)

      2. Subtribus Gloxiniinae G.Don
        1. Gloxinia L´Hér. (5 spp.)
        2. Gloxiniopsis Roalson & Boggan (1 sp.)
        3. Seemannia Regel (4 spp.)
        4. Monopyle Moritz ex Benth. & Hook.f. (25 spp.)
        5. Diastema Benth. (18 spp.)
        6. Gloxinella (H.E.Moore) Roalson & Boggan (1 sp.)
        7. Kohleria Regel (24 spp.)
        8. Pearcea Regel (19 spp.)
        9. Achimenes Pers. (26 spp.)
        10. Eucodonia Hanst. (2 spp.)
        11. Smithiantha Kuntze (6 spp.)
        12. Nomopyle Roalson & Boggan (2 spp.)
        13. Niphaea Lindl. (3 spp.)
        14. Moussonia Regel (22 spp.)
        15. Solenophora Benth. (15 spp.)
        16. Amalophyllon Brandegee (14 spp.)
        17. Phinaea Benth. (3 spp.)
        18. Heppiella Regel (4 spp.)
        19. Chautemsia A O.Araujo & V.C.Souza (1 sp.)
        20. Mandirola Decne. (3 spp.)
        21. Goyazia Taub. (3 spp.)

      3. Subtribus Columneinae Hanst.
        1. Nautilocalyx Linden (41 spp.)
        2. Centrosolenia Benth. (14 spp.)
        3. Chrysothemis Decne. (9 spp.)
        4. Paradrymonia Hanst. (15 spp.)
        5. Trichodrymonia Oerst. (29 spp.)
        6. Pagothyra (Leeuwenb.) J.F.Sm. & J.L.Clark (1 sp.)
        7. Crantzia Scop. (3 spp.)
        8. Glossoloma Hanst. (30 spp.)
        9. Alloplectus Mart. (7 spp.)
        10. Drymonia Mart. (82 spp.)
        11. Columnea L. (218 spp.)
        12. Corytoplectus Oerst. (12 spp.)
        13. Neomortonia Wiehler (1 sp.)
        14. Pachycaulos J.L.Clark & J.F.Sm. (2 spp.)
        15. Alsobia Hanst. (6 spp.)
        16. Episcia Mart. (9 spp.)
        17. Christopheria J.F.Sm. & J.L.Clark (1 sp.)
        18. Rufodorsia Wiehler (4 spp.)
        19. Oerstedina Wiehler (2 spp.)
        20. Cobananthus Wiehler (1 sp.)
        21. Nematanthus Schrad. (32 spp.)
        22. Lesia J.L.Clark & J.F.Sm. (2 spp.)
        23. Codonanthe (Marloth) Hanst. (8 spp.)
        24. Codonanthopsis Mansf. (14 spp.)
        25. Rhoogeton Leeuwenb. (2 spp.)
        26. Cremersia Feuillet & L.E.Skog (1 sp.)
        27. Lampadaria Feuillet & L.E.Skog (1 sp.)
        28. Lembocarpus Leeuwenb. (1 sp.)

      4. Subtribus Sphaerorhizinae A.Weber & J.L.Clark
        1. Sphaerorrhiza Roalson & Boggan (4 spp.)

      5. Subtribus Ligeriinae Hanst.
        1. Sinningia Nees (81 spp.)
        2. Paliavana Vell. ex Vand. (6 spp.)
        3. Vanhouttea Lem. (10 spp.)

  3. Subfamilia Didymocarpoideae Arn.
    1. Tribus Epithemateae C.B.Clarke
      1. Subtribus Loxotidinae G.Don
        1. Rhynchoglossum Blume (14 spp.)

      2. Subtribus Monophyllaeinae A.Weber & Mich.Möller
        1. Monophyllaea Bennet & R.Br. (38 spp.)
        2. Whytockia W.W.Sm. (10 spp.)

      3. Subtribus Loxoniinae A.DC.
        1. Loxonia Jack (2 spp.)
        2. Stauranthera Benth. (8 spp.)
        3. Gyrogyne W.T.Wang (1 sp.)

      4. Subtribus Epithematinae DC. ex Meisn.
        1. Epithema Blume (20 spp.)

    2. Tribus Trichosporeae Nees
      1. Subtribus Jerdoniinae A.Weber & Mich. Möller
        1. Jerdonia Wight (1 sp.)

      2. Subtribus Corallodiscinae A.Weber & Mich.Möller
        1. Corallodiscus Batalin (4 spp.)

      3. Subtribus Tetraphyllinae A.Weber & Mich.Möller
        1. Tetraphylloides Doweld (3 spp.)

      4. Subtribus Leptoboeinae C.B.Clarke
        1. Leptoboea Benth. (2 spp.)
        2. Radiaticorollarus Y.G.Wei, F.Wen & Lei Cai (1 sp.)
        3. Boeica T. Anderson ex C. B. Clarke (16 spp.)
        4. Rhynchotechum Blume (22 spp.)
        5. Platystemma Wall. (1 sp.)
        6. Beccarinda Kuntze (8 spp.)
        7. Championia Gardner (1 sp.)

      5. Subtribus Ramondinae DC. ex Meisn.
        1. Haberlea Friv. (1 sp.)
        2. Ramonda Rich. (4 spp.)

      6. Subtribus Litostigminae A.Weber & Mich.Möller
        1. Litostigma Y.G.Wei, F.Wen & Mich.Möller (4 spp.)

      7. Subtribus Streptocarpinae Ivanina
        1. Streptocarpus Lindl. (185 spp.)

      8. Subtribus Didissandrinae A.Weber & Mich.Möller
        1. Didissandra C.B.Clarke (9 spp.)
        2. Michaelmoelleria F.Wen, Y.G.Wei & T.V.Do (1 sp.)
        3. Tribounia D.J.Middleton (2 spp.)

      9. Subtribus Loxocarpinae A.DC.
        1. Middletonia C. Puglisi (6 spp.)
        2. Dorcoceras Bunge (6 spp.)
        3. Boea Comm. ex Lam. (13 spp.)
        4. Damrongia Kerr ex Craib (11 spp.)
        5. Paraboea (C.B.Clarke) Ridl. (153 spp.)
        6. Orchadocarpa Ridl. (1 sp.)
        7. Emarhendia Kiew, A.Weber & B.L.Burtt (1 sp.)
        8. Loxocarpus Benn. & R.Br. (24 spp.)
        9. Senyumia Kiew, A.Weber & B.L.Burtt (2 spp.)
        10. Spelaeanthus Kiew, A.Weber & B.L.Burtt (2 spp.)
        11. Ornithoboea Parish ex C.B.Clarke (17 spp.)
        12. Kaisupeea B.L.Burtt (3 spp.)
        13. Rhabdothamnopsis Hemsl. (1 sp.)
        14. Somrania D.J.Middleton (3 spp.)

      10. Subtribus Didymocarpinae G. Don
        1. Rachunia D.J.Middleton & C.Puglisi (1 sp.)
        2. Microchirita (C.B.Clarke) Yin Z.Wang (48 spp.)
        3. Codonoboea Ridl. (132 spp.)
        4. Henckelia Spreng. (85 spp.)
        5. Aeschynanthus Jack (184 spp.)
        6. Oreocharis Benth. (157 spp.)
        7. Metapetrocosmea W.T.Wang (11 spp.)
        8. Agalmyla Blume (96 spp.)
        9. Billolivia D.J.Middleton (17 spp.)
        10. Conandron Siebold & Zucc. (1 sp.)
        11. Ridleyandra A.Weber & B.L.Burtt (30 spp.)
        12. Hexatheca C.B.Clarke (4 spp.)
        13. Cyrtandra J.R.Forst. & G.Forst. (675 spp.)
        14. Sepikea Schltr. (1 sp.)
        15. Cyrtandropsis Lauterb. (17 spp.)
        16. Didymostigma W.T.Wang (2 spp.)
        17. Cathayanthe Chun (1 sp.)
        18. Liebigia Endl. (12 spp.)
        19. Gyrocheilos W.T.Wang (6 spp.)
        20. Allocheilos W.T.Wang (5 spp.)
        21. Didymocarpus Wall. (113 spp.)
        22. Primulina Hance (239 spp.)
        23. Petrocodon Hance (51 spp.)
        24. Raphiocarpus Chun (18 spp.)
        25. Briggsiopsis K.Y.Pan (1 sp.)
        26. Glabrella Mich.Möller & W.H.Chen (4 spp.)
        27. Pseudochirita W.T.Wang (2 spp.)
        28. Allostigma W.T.Wang (1 sp.)
        29. Chayamaritia D.J.Middleton & Mich.Möller (3 spp.)
        30. Petrocosmea Oliv. (68 spp.)
        31. Anna Pellegr. (4 spp.)
        32. Lysionotus D.Don (35 spp.)
        33. Loxostigma C.B.Clarke (14 spp.)
        34. Hemiboea C.B.Clarke (45 spp.)
8. Familia Plantaginaceae Juss. (2088 spp.)
  1. Subfamilia Gratioloideae (Benth.) Luerss.
    1. Tribus Angelonieae Pennell
      1. Angelonia Bonpl. (28 spp.)
      2. Anamaria V.C.Souza (1 sp.)
      3. Monttea Gay (3 spp.)
      4. Melosperma Benth. (2 spp.)
      5. Basistemon Turcz. (8 spp.)
      6. Ourisia Comm. ex Juss. (30 spp.)

    2. Tribus Gratioleae Benth.
      1. Bacopa Aubl. (62 spp.)
      2. Geochorda Cham. & Schltdl. (1 sp.)
      3. Ildefonsia Gardner (1 sp.)
      4. Boelckea Rossow (1 sp.)
      5. Fonkia Phil. (1 sp.)
      6. Gratiola L. (28 spp.)
      7. Mecardonia Ruiz & Pav. (10 spp.)
      8. Scoparia L. (10 spp.)
      9. Trapella Oliv. (1 sp.)
      10. Dopatrium Buch.-Ham. ex Benth. (14 spp.)
      11. Deinostema T.Yamaz. (2 spp.)
      12. Hydrotriche Zucc. (4 spp.)
      13. Limnophila R.Br. (46 spp.)
      14. Brookea Benth. (6 spp.)
      15. Philcoxia P.Taylor & V.C.Souza (7 spp.)
      16. Adenosma R.Br. (20 spp.)
      17. Matourea Aubl. (9 spp.)
      18. Tetraulacium Turcz. (1 sp.)
      19. Dizygostemon (Benth.) Radlk. ex Wettst. (2 spp.)
      20. Lapaea Scatigna & V. C. Souza (5 spp.)
      21. Stemodia L. (44 spp.)
      22. Umbraria Scatigna & V.C.Souza (2 spp.)
      23. Leucospora Nutt. (1 sp.)
      24. Darcya B.L.Turner & C.P.Cowan (3 spp.)
      25. Cheilophyllum Pennell (8 spp.)
      26. Schistophragma Benth. ex Endl. (3 spp.)
      27. Dintera Stapf (1 sp.)
      28. Encopella Pennell (1 sp.)

  2. Subfamilia Chelonoideae Luerss.
    1. Tribus Russelieae Pennell
      1. Russelia Jacq. (43 spp.)
      2. Tetranema Benth. (5 spp.)

    2. Tribus Cheloneae Benth.
      1. Chelone L. (4 spp.)
      2. Nothochelone (A. Gray) Straw (1 sp.)
      3. Chionophila Benth. (2 spp.)
      4. Keckiella Straw (7 spp.)
      5. Pennellianthus Crosswh. & Kawano (1 sp.)
      6. Penstemon Schmidel (284 spp.)
      7. Uroskinnera Lindl. (4 spp.)
      8. Collinsia Nutt. (21 spp.)
      9. Tonella Nutt. ex A.Gray (2 spp.)

  3. Subfamilia Antirrhinoideae Benth.
    1. Lafuentea Lag. (2 spp.)
    2. Anarrhinum Desf. (8 spp.)
    3. Kickxia Dumort. (23 spp.)
    4. Nanorrhinum Betsche (29 spp.)
    5. Asarina Mill. (1 sp.)
    6. Gadoria Güemes & Mota (1 sp.)
    7. Cymbalaria Hill (17 spp.)
    8. Maurandya Ortega (2 spp.)
    9. Holmgrenanthe Elisens (1 sp.)
    10. Epixiphium (Engelm. ex A. Gray) Munz (1 sp.)
    11. Mabrya Elisens (6 spp.)
    12. Rhodochiton Zucc. ex Otto & A. Dietr. (3 spp.)
    13. Lophospermum D. Don ex R. Taylor (7 spp.)
    14. Schweinfurthia A. Braun (6 spp.)
    15. Gambelia Nutt. (4 spp.)
    16. Galvezia Dombey ex Juss. (5 spp.)
    17. Chaenorhinum (DC.) Rchb. (32 spp.)
    18. Holzneria Speta (2 spp.)
    19. Albraunia Speta (3 spp.)
    20. Acanthorrhinum Rothm. (1 sp.)
    21. Pseudomisopates Güemes (1 sp.)
    22. Misopates Raf. (8 spp.)
    23. Antirrhinum L. (27 spp.)
    24. Neogaerrhinum Rothm. (2 spp.)
    25. Sairocarpus Nutt. ex A. DC. (10 spp.)
    26. Mohavea A. Gray (2 spp.)
    27. Maurandella (A. Gray) Rothm. (1 sp.)
    28. Howelliella Rothm. (1 sp.)
    29. Pseudorontium (A. Gray) Rothm. (1 sp.)
    30. Nuttallanthus D. A. Sutton (4 spp.)
    31. Linaria Mill. (189 spp.)

  4. Subfamilia Globularioideae Luerss.
    1. Campylanthus Roth (18 spp.)
    2. Globularia L. (27 spp.)
    3. Poskea Vatke (2 spp.)

  5. Subfamilia Callitrichoideae Arn.
    1. Callitriche L. (71 spp.)
    2. Hippuris L. (3 spp.)

  6. Subfamilia Digitalidoideae (Dumort.) Luerss.
    1. Tribus Sibthorpieae Benth.
      1. Sibthorpia L. (5 spp.)
      2. Ellisiophyllum Maxim. (1 sp.)

    2. Tribus Digitalideae Dumort.
      1. Digitalis L. (26 spp.)
      2. Erinus L. (2 spp.)

    3. Tribus Plantagineae Dumort.
      1. Littorella Bergius (3 spp.)
      2. Aragoa Kunth (19 spp.)
      3. Plantago L. (240 spp.)

    4. Tribus Hemiphragmeae Rouy
      1. Hemiphragma Wall. (1 sp.)

    5. Tribus Veroniceae Duby
      1. Scrofella Maxim. (1 sp.)
      2. Veronicastrum Heist. ex Fabr. (21 spp.)
      3. Lagotis Gaertn. (30 spp.)
      4. Kashmiria D. Y. Hong (1 sp.)
      5. Wulfenia Jacq. (4 spp.)
      6. Picrorhiza Royle ex Benth. (4 spp.)
      7. Wulfeniopsis D. Y. Hong (2 spp.)
      8. Paederota L. (2 spp.)
      9. Synthyris Benth. (19 spp.)
      10. Veronica L. (446 spp.)
9. Familia Byblidaceae Domin (8 spp.)
  1. Byblis Salisb. (8 spp.)
10. Familia Linderniaceae Borsch, K.Müll. & Eb. Fisch. (333 spp.)
  1. Stemodiopsis Engl. (7 spp.)
  2. Crepidorhopalon Eb.Fisch. (34 spp.)
  3. Micranthemum Michx. (13 spp.)
  4. Ameroglossum Eb.Fisch., S.Vogel & A.V.Lopes (9 spp.)
  5. Catimbaua L.P.Félix, Christenh. & E.M.Almeida (1 sp.)
  6. Isabelcristinia L.P.Félix, Christenh. & E.M.Almeida (1 sp.)
  7. Lindernia All. (65 spp.)
  8. Hartliella Eb. Fisch. (5 spp.)
  9. Bampsia Lisowski & Mielcarek (2 spp.)
  10. Yamazakia W.R.Barker, Y.S.Liang & Wannan (2 spp.)
  11. Vandellia L. (53 spp.)
  12. Pierranthus Bonati (1 sp.)
  13. Hemiarrhena Benth. (1 sp.)
  14. Chamaegigas Dinter ex Heil (1 sp.)
  15. Linderniella Eb. Fisch., Schäferh. & Kai Müll. (17 spp.)
  16. Craterostigma Hochst. (26 spp.)
  17. Artanema D. Don (4 spp.)
  18. Picria Lour. (1 sp.)
  19. Bonnaya Link & Otto (16 spp.)
  20. Scolophyllum T. Yamaz. (3 spp.)
  21. Torenia L. (68 spp.)
  22. Schizotorenia T. Yamaz. (2 spp.)
  23. Legazpia Blanco (1 sp.)
11. Familia Scrophulariaceae Juss. (2044 spp.)
  1. Subfamilia neopisana
    1. Colpias E. Mey. ex Benth. (1 sp.)

  2. Subfamilia Hemimeridoideae Reveal
    1. Alonsoa Ruiz & Pav. (10 spp.)
    2. Chamaecrypta Schltr. & Diels (1 sp.)
    3. Diascia Link & Otto (63 spp.)
    4. Hemimeris L.f. (4 spp.)
    5. Diclis Benth. (9 spp.)
    6. Nemesia Vent. (69 spp.)

  3. Subfamilia Myoporoideae Arn.
    1. Tribus Aptosimeae Benth. & Hook.f.
      1. Anticharis Endl. (11 spp.)
      2. Aptosimum Burch. ex Benth. (22 spp.)
      3. Peliostomum E. Mey. ex Benth. (7 spp.)

    2. Tribus Leucophylleae Miers
      1. Eremogeton Standl. & L. O. Williams (1 sp.)
      2. Leucophyllum Humb. & Bonpl. (17 spp.)
      3. Capraria L. (6 spp.)

    3. Tribus Myoporeae Rchb.
      1. Androya H. Perrier (1 sp.)
      2. Bontia L. (1 sp.)
      3. Eremophila R. Br. (249 spp.)
      4. Glycocystis Chinnock (1 sp.)
      5. Myoporum Banks & Sol. ex G. Forst. (36 spp.)

  4. Subfamilia Buddlejoideae Engl.
    1. Tribus Teedieae Benth.
      1. Dermatobotrys Bolus (1 sp.)
      2. Oftia Adans. (3 spp.)
      3. Ranopisoa J.-F. Leroy (1 sp.)
      4. Teedia Rudolphi (2 spp.)
      5. Freylinia Colla (10 spp.)
      6. Phygelius E. Mey. ex Benth. (2 spp.)

    2. Tribus Buddlejeae Bartl.
      1. Buddleja L. (112 spp.)

  5. Subfamilia Scrophularioideae Beilschm.
    1. Tribus Limoselleae Dumort.
      1. Jamesbrittenia Kuntze (84 spp.)
      2. Limosella L. (15 spp.)
      3. Manuleopsis Thell. (1 sp.)
      4. Glekia Hilliard (1 sp.)
      5. Hebenstretia L. (24 spp.)
      6. Dischisma Choisy (11 spp.)
      7. Zaluzianskya F. W. Schmidt (57 spp.)
      8. Pseudoselago Hilliard (28 spp.)
      9. Chenopodiopsis Hilliard & B. L. Burtt (3 spp.)
      10. Phyllopodium Benth. (26 spp.)
      11. Polycarena Benth. (17 spp.)
      12. Tetraselago Junell (4 spp.)
      13. Melanospermum Hilliard (6 spp.)
      14. Glumicalyx Hiern (6 spp.)
      15. Selago L. (191 spp.)
      16. Microdon Choisy (7 spp.)
      17. Gosela Choisy (1 sp.)
      18. Cromidon Compton (12 spp.)
      19. Trieenea Hilliard (10 spp.)
      20. Strobilopsis Hilliard & B. L. Burtt (1 sp.)
      21. Globulariopsis Compton (7 spp.)
      22. Sutera Roth (3 spp.)
      23. Camptoloma Benth. (3 spp.)
      24. Barthlottia Eb. Fisch. (1 sp.)
      25. Lyperia Benth. (6 spp.)
      26. Manulea L. (71 spp.)
      27. Chaenostoma Benth. (46 spp.)

    2. Tribus Scrophularieae Dumort.
      1. Verbascum L. (461 spp.)
      2. Rhabdotosperma Hartl (6 spp.)
      3. Nathaliella B. Fedtsch. (1 sp.)
      4. Scrophularia L. (292 spp.)
      5. Antherothamnus N. E. Br. (1 sp.)

  6. Subfamilia Incertae sedis
    1. Trungboa Rauschert (1 sp.)
12. Familia Stilbaceae Kunth (40 spp.)
  1. Tribus Hallerieae G. Don
    1. Halleria L. (5 spp.)
    2. Charadrophila Marloth (1 sp.)

  2. Tribus Stilbeae Hogg
    1. Nuxia Comm. ex Lam. (15 spp.)
    2. Campylostachys Kunth (2 spp.)
    3. Euthystachys A. DC. (1 sp.)
    4. Kogelbergia Rourke (2 spp.)
    5. Thesmophora Rourke (1 sp.)
    6. Stilbe Bergius (7 spp.)
    7. Retzia Thunb. (1 sp.)

  3. Tribus Bowkerieae Barringer
    1. Anastrabe E. Mey. ex Benth. (1 sp.)
    2. Bowkeria Harv. (3 spp.)
    3. Ixianthes Benth. (1 sp.)
13. Familia Lentibulariaceae Rich. (414 spp.)
  1. Subfamilia Pinguiculoideae Komiya
    1. Pinguicula L. (124 spp.)

  2. Subfamilia Genliseoideae Komiya
    1. Genlisea A. St.-Hil. (29 spp.)

  3. Subfamilia Utricularioideae Komiya
    1. Utricularia L. (261 spp.)
14. Familia Thomandersiaceae Sreem. (6 spp.)
  1. Thomandersia Baill. (6 spp.)
15. Familia Pedaliaceae R. Br. (77 spp.)
  1. Tribus Pedalieae Dumort.
    1. Uncarina (Baill.) Stapf (14 spp.)
    2. Dewinteria van Jaarsv. & A. E. van Wyk (1 sp.)
    3. Rogeria J. Gay (4 spp.)
    4. Holubia Oliv. (1 sp.)
    5. Harpagophytum DC. ex Meisn. (2 spp.)
    6. Pterodiscus Hook. (16 spp.)
    7. Pedalium P. Royen ex L. (1 sp.)
    8. Pedaliodiscus Ihlenf. (1 sp.)

  2. Tribus Sesamothamneae Ihlenf.
    1. Sesamothamnus Welw. (6 spp.)

  3. Tribus Sesameae Dumort.
    1. Sesamum L. (22 spp.)
    2. Josephinia Vent. (3 spp.)
    3. Dicerocaryum Bojer (4 spp.)
    4. Linariopsis Welw. (2 spp.)
16. Familia Acanthaceae Juss. (5480 spp.)
  1. Subfamilia Nelsonioideae Pfeiff.
    1. Nelsonia R. Br. (3 spp.)
    2. Elytraria Rich. ex Michx. (22 spp.)
    3. Aymoreana Braz, T. F. Daniel & Kiel (1 sp.)
    4. Anisosepalum E. Hossain (3 spp.)
    5. Saintpauliopsis Staner (1 sp.)
    6. Staurogyne Wall. (152 spp.)

  2. Subfamilia Avicennioideae Miers
    1. Avicennia L. (8 spp.)

  3. Subfamilia Thunbergioideae T. Anderson
    1. Tribus Mendoncieae Meisn.
      1. Mendoncia Vell. ex Vand. (88 spp.)
      2. Anomacanthus R. D. Good (1 sp.)

    2. Tribus Thunbergieae Dumort.
      1. Pseudocalyx Radlk. (6 spp.)
      2. Thunbergia Retz. (146 spp.)
      3. Meyenia Nees (1 sp.)

  4. Subfamilia Acanthoideae Eaton
    1. Tribus Acantheae Dumort.
      1. Subtribus Acanthinae Nees
        1. Crossandra Salisb. (55 spp.)
        2. Crossandrella C. B. Clarke (3 spp.)
        3. Streptosiphon Mildbr. (1 sp.)
        4. Sclerochiton Harv. (17 spp.)
        5. Cynarospermum Vollesen (1 sp.)
        6. Blepharis Juss. (128 spp.)
        7. Acanthopsis Harv. (20 spp.)
        8. Acanthus L. (29 spp.)

      2. Subtribus Aphelandrinae Bremek.
        1. Stenandriopsis S.Moore (20 spp.)
        2. Stenandrium Nees (50 spp.)
        3. Salpixantha Hook. (1 sp.)
        4. Neriacanthus Benth. (1 sp.)
        5. Aphanandrium Lindau (5 spp.)
        6. Holographis Nees (18 spp.)
        7. Aphelandra R.Br. (206 spp.)
        8. Xantheranthemum Lindau (1 sp.)
        9. Cyphacanthus Leonard (1 sp.)

    2. Tribus Physacantheae E.A.Tripp & Darbyshire
      1. Physacanthus Benth. (3 spp.)

    3. Tribus Neuracantheae Reveal
      1. Neuracanthus Nees (31 spp.)

    4. Tribus Barlerieae Nees
      1. Barleria L. (290 spp.)
      2. Crabbea Harv. (13 spp.)
      3. Lasiocladus Bojer ex Nees (7 spp.)
      4. Pericalypta Benoist (1 sp.)
      5. Podorungia Baill. (5 spp.)
      6. Pseudodicliptera Benoist (4 spp.)
      7. Boutonia DC. (1 sp.)
      8. Lepidagathis Willd. (160 spp.)
      9. Schaueriopsis Champl. & I.Darbysh. (1 sp.)
      10. Chroesthes Benoist (4 spp.)
      11. Hulemacanthus S.Moore (2 spp.)
      12. Borneacanthus Bremek. (6 spp.)
      13. Barleriola Oerst. (4 spp.)

    5. Tribus Andrographideae Endl.
      1. Andrographis Wall. (27 spp.)
      2. Haplanthus Nees (4 spp.)
      3. Haplanthodes Kuntze (4 spp.)
      4. Graphandra J.B.Imlay (1 sp.)
      5. Phlogacanthus Nees (42 spp.)
      6. Gymnostachyum Nees (52 spp.)
      7. Sphinctacanthus Benth. (2 spp.)

    6. Tribus Whitfieldieae Bremek. ex Reveal
      1. Subtribus Lankesteriinae I.Darbysh. & E.A.Tripp
        1. Lankesteria Lindl. (7 spp.)

      2. Subtribus Whitfieldiinae I.Darbysh. & E.A.Tripp
        1. Whitfieldia Hook. (13 spp.)
        2. Chlamydacanthus Lindau (2 spp.)
        3. Zygoruellia Baill. (1 sp.)
        4. Camarotea Scott Elliot (1 sp.)
        5. Forcipella Baill. (4 spp.)
        6. Vindasia Benoist (1 sp.)
        7. Leandriella Benoist (1 sp.)
        8. Ritonia Benoist (2 spp.)

    7. Tribus Ruellieae Dumort.
      1. Subtribus Erantheminae Nees
        1. Brunoniella Bremek. (6 spp.)
        2. Leptosiphonium F. Muell. (10 spp.)
        3. Pararuellia Bremek. & Nann.-Bremek. (11 spp.)
        4. Eranthemum L. (22 spp.)
        5. Kosmosiphon Lindau (1 sp.)

      2. Subtribus Dinteracanthinae E.A.Tripp & I.Darbysh.
        1. Dinteracanthus C.B.Clarke ex Schinz (4 spp.)

      3. Subtribus Ruelliinae Nees
        1. Dischistocalyx T.Anderson ex Benth. (12 spp.)
        2. Satanocrater Schweinf. (4 spp.)
        3. Acanthopale C.B.Clarke (12 spp.)
        4. Ruellia Plum. ex L. (389 spp.)
        5. Calacanthus T.Anderson ex Benth. (1 sp.)

      4. Subtribus Trichantherinae Benth. & Hook.f.
        1. Louteridium S. Watson (11 spp.)
        2. Bravaisia DC. (3 spp.)
        3. Trichanthera Kunth (2 spp.)
        4. Trichosanchezia Mildbr. (1 sp.)
        5. Sanchezia Ruiz & Pav. (46 spp.)
        6. Suessenguthia Merxm. (8 spp.)

      5. Subtribus Strobilanthinae T.Anderson
        1. Strobilanthes Blume (458 spp.)
        2. Hemigraphis Nees (20 spp.)

      6. Subtribus Hygrophilinae Nees
        1. Hygrophila R. Br. (75 spp.)
        2. Brillantaisia Beauverd (15 spp.)

      7. Subtribus Petalidiinae Benth. & Hook.f.
        1. Strobilanthopsis S. Moore (1 sp.)
        2. Dyschoriste Nees (96 spp.)
        3. Echinacanthus Nees (4 spp.)
        4. Petalidium Nees (43 spp.)
        5. Duosperma Dayton (26 spp.)
        6. Ruelliopsis C.B.Clarke (1 sp.)

      8. Subtribus Mcdadeinae E.A.Tripp & I.Darbysh.
        1. Mcdadea E.A.Tripp & I.Darbysh. (1 sp.)

      9. Subtribus Phaulopsidinae E.A.Tripp & I.Darbysh.
        1. Phaulopsis Willd. (22 spp.)

      10. Subtribus Mimulopsidinae E. A. Tripp
        1. Eremomastax Lindau (1 sp.)
        2. Heteradelphia Lindau (2 spp.)
        3. Mellera S. Moore (7 spp.)
        4. Mimulopsis Schweinf. (20 spp.)

      11. Subtribus Ruellieae incertae sedis
        1. Stenothyrsus C.B.Clarke (1 sp.)
        2. Xylacanthus Aver. & K.S.Nguyen (1 sp.)
        3. Diceratotheca J.R.I. Wood & Scotland (1 sp.)
        4. Pseudosiphonium Tripp et al. (1 sp.)

    8. Tribus Justicieae Dumort.
      1. Subtribus Graptophyllinae T.Anderson
        1. Spathacanthus Baill. (4 spp.)
        2. Chamaeranthemum Nees (4 spp.)
        3. Pranceacanthus Wassh. (1 sp.)
        4. Herpetacanthus Nees (21 spp.)
        5. Isotheca Turrill (1 sp.)
        6. Afrofittonia Lindau (1 sp.)
        7. Thysanostigma J.B.Imlay (2 spp.)
        8. Glossochilus Nees (1 sp.)
        9. Asystasia Blume (59 spp.)
        10. Phialacanthus Benth. (5 spp.)
        11. Filetia Miq. (9 spp.)
        12. Mackaya Harv. (6 spp.)
        13. Cosmianthemum Bremek. (14 spp.)
        14. Codonacanthus Nees (2 spp.)
        15. Chileranthemum Oerst. (3 spp.)
        16. Pulchranthus V.M.Baum, Reveal & Nowicke (4 spp.)
        17. Odontonema Nees (32 spp.)
        18. Sapphoa Urb. (2 spp.)
        19. Oplonia Raf. (21 spp.)
        20. Psilanthele Lindau (1 sp.)
        21. Linariantha B.L.Burtt & R.M.Sm. (1 sp.)
        22. Pseuderanthemum Radlk. (133 spp.)
        23. Graptophyllum Nees (15 spp.)
        24. Wuacanthus Y.F.Deng, N.H.Xia & H.Peng (1 sp.)
        25. Ruspolia Lindau (5 spp.)
        26. Ballochia Balf.f. (3 spp.)
        27. Ruttya Harv. (6 spp.)

      2. Subtribus Monotheciinae Lindau
        1. Champluviera I.Darbysh., T.F.Daniel & Kiel (2 spp.)
        2. Monothecium Hochst. (3 spp.)
        3. Marcania J. B. Imlay (1 sp.)
        4. Jadunia Lindau (2 spp.)
        5. Calycacanthus K. Schum. (2 spp.)
        6. Cyclacanthus S. Moore (2 spp.)
        7. Ptyssiglottis T. Anderson (40 spp.)
        8. Ambongia Benoist (1 sp.)

      3. Subtribus Isoglossinae Lindau
        1. Ichthyostoma Hedrén & Vollesen (1 sp.)
        2. Isoglossa Oerst. (81 spp.)
        3. Sphacanthus Benoist (2 spp.)
        4. Celerina Benoist (1 sp.)
        5. Melittacanthus S. Moore (1 sp.)
        6. Brachystephanus Nees (21 spp.)
        7. Stenostephanus Nees (97 spp.)
        8. Sebastiano-schaueria Nees (1 sp.)

      4. Subtribus Tetrameriinae T.F.Daniel, Kiel & McDade
        1. Chlamydocardia Lindau (2 spp.)
        2. Kudoacanthus Hosok. (1 sp.)
        3. Clinacanthus Nees (2 spp.)
        4. Angkalanthus Balf.f. (1 sp.)
        5. Chorisochora Vollesen (4 spp.)
        6. Ecbolium Kurz (22 spp.)
        7. Populina Baill. (2 spp.)
        8. Megalochlamys Lindau (10 spp.)
        9. Trichaulax Vollesen (1 sp.)
        10. Cephalophis Vollesen (1 sp.)
        11. Mirandea Rzed. (6 spp.)
        12. Yeatesia Small (3 spp.)
        13. Hoverdenia Nees (1 sp.)
        14. Thyrsacanthus Nees (7 spp.)
        15. Pachystachys Nees (18 spp.)
        16. Fittonia Coem. (2 spp.)
        17. Schaueria Nees (16 spp.)
        18. Ancistranthus Lindau (1 sp.)
        19. Aphanosperma (Leonard & Gentry) Daniel (1 sp.)
        20. Chalarothyrsus Lindau (1 sp.)
        21. Henrya Nees (2 spp.)
        22. Gypsacanthus E.J.Lott, V.Jaram. & Rzed. (1 sp.)
        23. Carlowrightia A. Gray (26 spp.)
        24. Tetramerium Nees (29 spp.)
        25. Anisacanthus Nees (12 spp.)
        26. Mexacanthus T. F. Daniel (1 sp.)
        27. Streblacanthus Kuntze (2 spp.)
        28. Dolichostachys Benoist (1 sp.)

      5. Subtribus Justiciinae Nees
        1. Justicia L. (937 spp.)
        2. Rostellularia Rchb. (33 spp.)
        3. Leptostachya Nees (2 spp.)
        4. Rhaphidospora Nees (8 spp.)
        5. Dianthera L. (41 spp.)
        6. Nicoteba Lindau (5 spp.)
        7. Ascotheca Heine (1 sp.)
        8. Rungia Nees (85 spp.)
        9. Metarungia Baden (3 spp.)
        10. Anisotes Nees (28 spp.)
        11. Anisostachya Nees (63 spp.)
        12. Trichocalyx Balf.f. (2 spp.)
        13. Meiosperma Raf. (6 spp.)
        14. Pogonospermum Hochst. (34 spp.)
        15. Kenyacanthus I.Darbysh. & Kiel (1 sp.)
        16. Rhinacanthus Nees (27 spp.)
        17. Hypoestes Sol. ex R. Br. (139 spp.)
        18. Dicliptera Juss. (222 spp.)
        19. Vavara Benoist (1 sp.)
        20. Xerothamnella C. T. White (2 spp.)
        21. Dicladanthera F. Muell. (2 spp.)
        22. Cephalacanthus Lindau (1 sp.)
        23. Poikilacanthus Lindau (13 spp.)
        24. Megaskepasma Lindau (1 sp.)
        25. Clistax Mart. (3 spp.)
        26. Harpochilus Nees (3 spp.)
        27. Dasytropis Urb. (1 sp.)

      6. Subtribus Justicieae incertae sedis
        1. Samuelssonia Urb. & Ekman (1 sp.)
        2. Tessmanniacanthus Mildbr. (1 sp.)
17. Familia Schlegeliaceae (A. H. Gentry) Reveal (39 spp.)
  1. Gibsoniothamnus L. O. Williams (12 spp.)
  2. Schlegelia Miq. (24 spp.)
  3. Exarata Gentry (1 sp.)
  4. Synapsis Griseb. (1 sp.)
  5. Cubitanthus Barringer (1 sp.)
18. Familia Verbenaceae J. St.-Hil. (880 spp.)
  1. Tribus Petreeae Briq.
    1. Petrea L. (12 spp.)

  2. Tribus Duranteae Benth.
    1. Bouchea Cham. (13 spp.)
    2. Chascanum E. Mey. (32 spp.)
    3. Stachytarpheta Vahl (125 spp.)
    4. Recordia Moldenke (2 spp.)
    5. Duranta L. (27 spp.)

  3. Tribus Casselieae Tronc.
    1. Casselia Nees & Mart. (8 spp.)
    2. Parodianthus Tronc. (2 spp.)
    3. Tamonea Aubl. (6 spp.)

  4. Tribus Citharexyleae Briq.
    1. Citharexylum B. Juss. (78 spp.)
    2. Rehdera Moldenke (2 spp.)

  5. Tribus Priveae Briq.
    1. Priva Adans. (23 spp.)
    2. Pitraea Turcz. (1 sp.)

  6. Tribus Rhaphithamneae ined.
    1. Rhaphithamnus Miers (2 spp.)

  7. Tribus Neospartoneae Olmstead & O´Leary
    1. Neosparton Griseb. (3 spp.)
    2. Lampayo F.Phil. ex Murillo (3 spp.)

  8. Tribus Lantaneae Endl.
    1. Lantana L. (106 spp.)
    2. Diphyllocalyx (Griseb.) Greuter & R. Rankin (6 spp.)
    3. Nashia Millsp. (1 sp.)
    4. Isidroa Greuter & R. Rankin (1 sp.)
    5. Lippia L. (167 spp.)
    6. Salimenaea N. O´Leary & P. Moroni (1 sp.)
    7. Troncosoa N. O´Leary & P. Moroni (1 sp.)
    8. Phyla Lour. (5 spp.)
    9. Aloysia Ortega ex L´Hér. (42 spp.)
    10. Coelocarpum Balf.f. (7 spp.)

  9. Tribus Verbeneae Dumort.
    1. Verbena L. (57 spp.)
    2. Stylodon Raf. (1 sp.)
    3. Glandularia J.F.Gmel. (92 spp.)
    4. Mulguraea N.O´Leary & P.Peralta (11 spp.)
    5. Dipyrena Hook. (1 sp.)
    6. Diostea Miers (1 sp.)
    7. Junellia Moldenke (40 spp.)
    8. Hierobotana Briq. (1 sp.)
19. Familia Martyniaceae Horan. (15 spp.)
  1. Ibicella (Stapf) Van Eselt. (2 spp.)
  2. Holoregmia Nees (1 sp.)
  3. Craniolaria L. (3 spp.)
  4. Martynia L. (2 spp.)
  5. Proboscidea Juss. ex Schmidel (7 spp.)
20. Familia Bignoniaceae Juss. (907 spp.)
  1. Tribus Jacarandeae Seem.
    1. Jacaranda Juss. (54 spp.)

  2. Tribus Tourrettieae G. Don
    1. Tourrettia Foug. (1 sp.)
    2. Eccremocarpus Ruiz & Pav. (3 spp.)

  3. Tribus Argylieae Endl.
    1. Argylia D. Don (12 spp.)

  4. Tribus Tecomeae Endl.
    1. Astianthus D. Don (1 sp.)
    2. Campsis Lour. (2 spp.)
    3. Tecoma Juss. (8 spp.)
    4. Tecomaria Spach (2 spp.)
    5. Podranea Sprague (2 spp.)
    6. Deplanchea Vieill. (6 spp.)
    7. Lamiodendron Steenis (1 sp.)
    8. Neosepicaea Diels (4 spp.)
    9. Pandorea Spach (9 spp.)
    10. Campsidium Seem. (1 sp.)
    11. Tecomanthe Baill. (6 spp.)
    12. Incarvillea Juss. (18 spp.)
    13. Dinklageodoxa Heine & Sandwith (1 sp.)

  5. Tribus Delostomeae ined.
    1. Delostoma D. Don (4 spp.)
    2. Callichlamys Miq. (1 sp.)

  6. Tribus "Paleotropska klada"
    1. Spathodea Beauverd (1 sp.)
    2. Catophractes D. Don (1 sp.)
    3. Rhigozum Burch. (7 spp.)
    4. Tecomella Seem. (1 sp.)
    5. Radermachera Zoll. & Moritzi (19 spp.)
    6. Santisukia Brummitt (2 spp.)
    7. Pajanelia DC. (1 sp.)
    8. Pauldopia Steenis (1 sp.)
    9. Stereospermum Cham. (26 spp.)
    10. Kigelia DC. (1 sp.)
    11. Newbouldia Seem. (1 sp.)
    12. Heterophragma DC. (2 spp.)
    13. Fernandoa Welw. ex Seem. (15 spp.)
    14. Markhamia Seem. (5 spp.)
    15. Dolichandrone (Fenzl) Seem. (11 spp.)
    16. Perichlaena Baill. (1 sp.)

  7. Tribus Coleeae Bojer ex Reveal
    1. Colea Bojer (33 spp.)
    2. Rhodocolea Baill. (15 spp.)
    3. Phylloctenium Baill. (2 spp.)
    4. Phyllarthron DC. (21 spp.)

  8. Tribus "Tabebuia savez" osim Crescentieae
    1. Sparattosperma Mart. ex Meisn. (2 spp.)
    2. Godmania Hemsl. (2 spp.)
    3. Zeyheria Mart. (2 spp.)
    4. Cybistax Mart. ex Meisn. (1 sp.)
    5. Tabebuia Gomes (74 spp.)
    6. Ekmanianthe Urb. (2 spp.)
    7. Roseodendron Miranda (2 spp.)
    8. Handroanthus Mattos (36 spp.)

  9. Tribus Crescentieae G. Don
    1. Parmentiera DC. (10 spp.)
    2. Crescentia L. (6 spp.)
    3. Amphitecna Miers (23 spp.)
    4. Paratecoma Kuhlm. (1 sp.)
    5. Romeroa Dugand (1 sp.)
    6. Spirotecoma (Baill.) Dalla Torre & Harms (4 spp.)

  10. Tribus Oroxyleae A.H.Gentry ex Reveal & L.G.Lohmann
    1. Hieris Steenis (1 sp.)
    2. Millingtonia L.f. (1 sp.)
    3. Nyctocalos Teijsm. & Binn. (4 spp.)
    4. Oroxylum Vent. (1 sp.)

  11. Tribus Catalpeae DC. ex Meisn.
    1. Catalpa Scop. (9 spp.)
    2. Chilopsis D. Don (1 sp.)

  12. Tribus Bignonieae Dumort.
    1. Perianthomega Bureau ex Baill. (1 sp.)
    2. Adenocalymma Mart. (92 spp.)
    3. Stizophyllum Miers (3 spp.)
    4. Manaosella J. C. Gomes (1 sp.)
    5. Pleonotoma Miers (16 spp.)
    6. Martinella Baill. (5 spp.)
    7. Dolichandra Cham. (9 spp.)
    8. Bignonia L. (31 spp.)
    9. Amphilophium Kunth (48 spp.)
    10. Pyrostegia C. Presl (2 spp.)
    11. Mansoa DC. (17 spp.)
    12. Anemopaegma Mart. ex Meisn. (48 spp.)
    13. Pachyptera DC. ex Meisn. (6 spp.)
    14. Tanaecium Sw. (22 spp.)
    15. Fridericia Mart. (61 spp.)
    16. Lundia DC. (13 spp.)
    17. Tynanthus Miers (16 spp.)
    18. Cuspidaria DC. (21 spp.)
    19. Xylophragma Sprague (10 spp.)
21. Familia Mazaceae Reveal (46 spp.)
  1. Puchiumazus Bo Li, D.G.Zhang & C.L.Xiang (1 sp.)
  2. Dodartia Tourn. ex L. (1 sp.)
  3. Lancea Hook.f. & Thomson (2 spp.)
  4. Mazus Lour. (42 spp.)
22. Familia Phrymaceae Schauer (231 spp.)
  1. Tribus Mimuleae Dumort.
    1. Mimulus L. (7 spp.)
    2. Thyridia W.R.Barker & Beardsley (1 sp.)
    3. Microcarpaea R.Br. (2 spp.)
    4. Uvedalia R.Br. (2 spp.)
    5. Peplidium Delile (4 spp.)
    6. Elacholoma F.Muell. & Tate (2 spp.)
    7. Glossostigma Wight & Arn. (6 spp.)
    8. Bythophyton Hook.f. (1 sp.)
    9. Mimulicalyx P.C.Tsoong (1 sp.)

  2. Tribus Cyrtandromoeeae Bo Li, Bing Liu, Su Liu & Y.H.Tan
    1. Cyrtandromoea Zoll. (13 spp.)

  3. Tribus Phrymeae Hogg
    1. Phryma L. (3 spp.)

  4. Tribus Diplaceae Bo Li, Bing Liu, Su Liu & Y.H.Tan
    1. Diplacus Nutt. (50 spp.)

  5. Tribus Leucocarpeae Conzatti
    1. Hemichaena Benth. (5 spp.)
    2. Mimetanthe Greene (1 sp.)
    3. Leucocarpus D. Don (1 sp.)
    4. Erythranthe Spach (132 spp.)
23. Familia Lamiaceae Martinov (7775 spp.)
  1. Subfamilia Callicarpoideae Bo Li & Olmstead
    1. Callicarpa L. (162 spp.)

  2. Subfamilia Prostantheroideae Luerss.
    1. Tribus Westringieae Bartl.
      1. Prostanthera Labill. (112 spp.)
      2. Westringia Sm. (32 spp.)
      3. Hemiandra R.Br. (7 spp.)
      4. Hemigenia R.Br. (55 spp.)
      5. Microcorys R.Br. (21 spp.)

    2. Tribus Chloantheae Benth. & Hook.f.
      1. Brachysola Rye (2 spp.)
      2. Apatelantha T.C.Wilson & Henwood (5 spp.)
      3. Physopsis Turcz. (2 spp.)
      4. Newcastelia F.Muell. (9 spp.)
      5. Lachnostachys Hook. (5 spp.)
      6. Muniria N.Streiber & B.J.Conn (4 spp.)
      7. Dasymalla Endl. (5 spp.)
      8. Quoya Gaudich. (8 spp.)
      9. Pityrodia R.Br. (20 spp.)
      10. Dicrastylis J.L.Drumm. ex Harv. (31 spp.)
      11. Cyanostegia Turcz. (5 spp.)
      12. Hemiphora (F.Muell.) F. Muell. (5 spp.)
      13. Chloanthes R.Br. (4 spp.)

  3. Subfamilia Symphorematoideae Briq.
    1. Sphenodesme Jack (15 spp.)
    2. Symphorema Roxb. (3 spp.)
    3. Congea Roxb. (11 spp.)

  4. Subfamilia Viticoideae Briq.
    1. Vitex  L. (208 spp.)
    2. Pseudocarpidium  Millsp. (9 spp.)
    3. Teijsmanniodendron  Koord. (24 spp.)

  5. Subfamilia Nepetoideae Burnett
    1. Tribus Elsholtzieae Burnett
      1. Perillula Maxim. (1 sp.)
      2. Ombrocharis Hand.-Mazz. (1 sp.)
      3. Collinsonia L. (5 spp.)
      4. Keiskea Miq. (7 spp.)
      5. Perilla L. (1 sp.)
      6. Mosla (Benth.) Buch.-Ham. ex Maxim. (14 spp.)
      7. Elsholtzia Willd. (42 spp.)

    2. Tribus Salviae Dumort.
      1. Subtribus Salviinae Endl.
        1. Salvia L. (1014 spp.)

      2. Subtribus Hyptidinae Endl.
        1. Leptohyptis Harley & J.F.B. Pastore (5 spp.)
        2. Oocephalus (Benth.) Harley & J.F.B.Pastore (22 spp.)
        3. Medusantha Harley & J.F.B.Pastore (8 spp.)
        4. Martianthus Harley & J.F.B.Pastore (4 spp.)
        5. Gymneia (Benth.) Harley & J.F.B.Pastore (7 spp.)
        6. Rhaphiodon Schauer (1 sp.)
        7. Physominthe Harley & J.F.B.Pastore (2 spp.)
        8. Hyptidendron Harley (22 spp.)
        9. Condea Adans. (29 spp.)
        10. Mesosphaerum P.Browne (24 spp.)
        11. Eriopidion Harley (1 sp.)
        12. Eriope Humb. & Bonpl. ex Benth. (32 spp.)
        13. Hypenia (Mart. ex Benth.) Harley (26 spp.)
        14. Asterohyptis Epling (4 spp.)
        15. Marsypianthes Mart. ex Benth. (7 spp.)
        16. Eplingiella Harley & J.F.B.Pastore (3 spp.)
        17. Cyanocephalus (Pohl ex Benth.) Harley & J.F.B.Pastore (27 spp.)
        18. Cantinoa Harley & J.F.B.Pastore (26 spp.)
        19. Hyptis Jacq. (168 spp.)

    3. Tribus Ocimeae Dumort.
      1. Subtribus Ociminae (Dumort.) J.A.Schmidt
        1. Ocimum L. (65 spp.)
        2. Syncolostemon E.Mey. ex Benth. (51 spp.)
        3. Orthosiphon Benth. (43 spp.)
        4. Fuerstia T.C.E.Fr. (9 spp.)
        5. Hoslundia Vahl (1 sp.)
        6. Basilicum Moench (1 sp.)
        7. Benguellia G.Taylor (1 sp.)
        8. Catoferia (Benth.) Benth. (4 spp.)
        9. Endostemon N.E.Br. (21 spp.)
        10. Haumaniastrum P.A.Duvign. & Plancke (35 spp.)
        11. Platostoma Beauverd (51 spp.)

      2. Subtribus Plectranthinae Endl.
        1. Alvesia Welw. (3 spp.)
        2. Aeollanthus Mart. ex Spreng. (44 spp.)
        3. Tetradenia Benth. (20 spp.)
        4. Thorncroftia N. E. Br. (6 spp.)
        5. Plectranthus L´Hér. (77 spp.)
        6. Capitanopsis S. Moore (6 spp.)
        7. Equilabium Mwany., A.J.Paton & Culham (42 spp.)
        8. Coleus Lour. (304 spp.)
        9. Paralamium Dunn (1 sp.)

      3. Subtribus Melissinae Dumort.
        1. Melissa L. (4 spp.)
        2. Heterolamium C.Y.Wu (2 spp.)

    4. Tribus Prunelleae Raf.
      1. Subtribus Prunellinae Dumort.
        1. Prunella L. (7 spp.)
        2. Cleonia L. (1 sp.)

      2. Subtribus Lepechiniinae Benth. & Hook.f.
        1. Lepechinia Willd. (48 spp.)

      3. Subtribus Lavandulinae Endl.
        1. Lavandula L. (42 spp.)

      4. Subtribus Hanceolinae (Wu) Paton, Ryding & Harley
        1. Isodon (Schrad. ex Benth.) Spach (110 spp.)
        2. Siphocranion Kudô (3 spp.)
        3. Hanceola Kudô (10 spp.)

      5. Subtribus Nepetinae Coss. & Germ.
        1. Nepeta L. (291 spp.)
        2. Kudrjaschevia Pojark. (5 spp.)
        3. Drepanocaryum Pojark. (1 sp.)
        4. Marmoritis Benth. (5 spp.)

      6. Subtribus Hormininae Endl.
        1. Horminum L. (1 sp.)

    5. Tribus Saturejeae Benth.
      1. Subtribus undescribed
        1. Agastache Clayton ex Gronov. (23 spp.)
        2. Meehania Britton (9 spp.)
        3. Glechoma L. (7 spp.)

      2. Subtribus Saturejinae ined.
        1. Satureja Tourn. ex Mill. (43 spp.)
        2. ×Clinomicromeria Govaerts (0 sp.)
        3. Gontscharovia Boriss. (1 sp.)
        4. Saccocalyx Coss. & Durieu (1 sp.)
        5. Micromeria Benth. (70 spp.)
        6. Killickia Bräuchler, Heubl & Doroszenko (4 spp.)
        7. Hyssopus L. (7 spp.)
        8. Dracocephalum L. (81 spp.)
        9. Cedronella Moench (1 sp.)

      3. Subtribus Clinopodiinae Dumort.
        1. Bystropogon L´Hér. (7 spp.)
        2. Cuminia Colla (1 sp.)
        3. Minthostachys (Benth.) Spach (16 spp.)
        4. Clinopodium L. (192 spp.)
        5. Cyclotrichium (Boiss.) Manden. & Scheng. (9 spp.)
        6. Obtegomeria Doroszenko & P. D. Cantino (1 sp.)
        7. Kurzamra Kuntze (1 sp.)
        8. Ziziphora L. (14 spp.)
        9. Hedeoma Pers. (46 spp.)
        10. Rhododon Epling (1 sp.)
        11. Pogogyne Benth. (8 spp.)
        12. Poliomintha A. Gray (8 spp.)
        13. Hesperozygis Epling (7 spp.)
        14. Glechon Spreng. (7 spp.)
        15. Hoehnea Epling (4 spp.)
        16. Rhabdocaulon (Benth.) Epling (8 spp.)

    6. Tribus Mentheae Dumort.
      1. Lycopus L. (19 spp.)
      2. Mentha L. (25 spp.)
      3. Cunila D.P.Royen ex L. (20 spp.)
      4. Piloblephis Raf. (1 sp.)
      5. Monardella Benth. (39 spp.)
      6. Pycnanthemum Michx. (19 spp.)
      7. Acanthomintha (A.Gray) A.Gray (4 spp.)
      8. Monarda L. (22 spp.)
      9. Blephilia (L.) Raf. (4 spp.)
      10. Conradina A.Gray (5 spp.)
      11. Dicerandra Benth. (6 spp.)
      12. Thymbra L. (6 spp.)
      13. Coridothymus Rchb.f. (1 sp.)
      14. Thymus L. (260 spp.)
      15. Origanum L. (43 spp.)
      16. Zataria Boiss. (1 sp.)
      17. Pentapleura Hand.-Mazz. (1 sp.)

  6. Subfamilia Tectonoideae Bo Li & Olmstead
    1. Tectona L.f. (3 spp.)

  7. Subfamilia Premnoideae B.Li, Olmstead & P.D.Cantino
    1. Cornutia Plum. ex L. (9 spp.)
    2. Premna L. (123 spp.)
    3. Gmelina L. (32 spp.)

  8. Subfamilia Ajugoideae Luerss.
    1. Tribus Teucrieae Dumort.
      1. Teucrium L. (306 spp.)

    2. Tribus Oxerinae Benth.
      1. Clerodendrum L. (245 spp.)
      2. Oxera Labill. (23 spp.)
      3. Hosea Ridl. (1 sp.)
      4. Tetraclea A.Gray (1 sp.)

    3. Tribus Ajugeae Benth.
      1. Ajuga L. (66 spp.)

    4. Tribus Monochileae Briq.
      1. Aegiphila Jacq. (132 spp.)
      2. Amasonia L.f. (7 spp.)
      3. Monochilus Fisch. & C. A. Mey. (2 spp.)
      4. Amethystea L. (1 sp.)

    5. Tribus Rotheceae C. L. Xiang, Bo Li & Olmstead
      1. Discretitheca P.D.Cantino (1 sp.)
      2. Glossocarya Wall. (10 spp.)
      3. Karomia Dop (9 spp.)
      4. Rotheca Raf. (39 spp.)
      5. Kalaharia Baill. (2 spp.)

    6. Tribus Caryopterideae Benth. & Hook.f.
      1. Caryopteris Bunge (8 spp.)
      2. Pseudocaryopteris (Briq.) P.D.Cantino (3 spp.)
      3. Tripora P.D.Cantino (1 sp.)
      4. Schnabelia Hand.-Mazz. (5 spp.)
      5. Rubiteucris Kudô (2 spp.)
      6. Trichostema L. (27 spp.)
      7. Volkameria L. (14 spp.)
      8. Ovieda L. (8 spp.)

  9. Subfamilia Peronematoideae B. Li, Olmstead & P. D. Cantino
    1. Peronema Jack (1 sp.)
    2. Garrettia H.R.Fletcher (2 spp.)
    3. Hymenopyramis Wall. ex Griff. (7 spp.)
    4. Petraeovitex Oliv. (8 spp.)

  10. Subfamilia Scutellarioideae Prantl
    1. Wenchengia C.Y.Wu & S. Chow (1 sp.)
    2. Heliacria Bo Li, C.L.Xiang, T.S.Hoang & Nuraliev (1 sp.)
    3. Holmskioldia Retz. (1 sp.)
    4. Tinnea Kotschy & Peyr. (19 spp.)
    5. Scutellaria L. (467 spp.)
    6. Renschia Vatke (1 sp.)

  11. Subfamilia Cymarioideae Bo Li, Olmstead & P.D.Cantino
    1. Cymaria Benth. (2 spp.)
    2. Acrymia Prain (1 sp.)

  12. Subfamilia Lamioideae Harley
    1. Tribus Pogostemoneae Briq.
      1. Holocheila (Kudô) S.Chow (1 sp.)
      2. Colebrookea Sm. (1 sp.)
      3. Craniotome Rchb. (1 sp.)
      4. Microtoena Prain (19 spp.)
      5. Anisomeles R.Br. (27 spp.)
      6. Pogostemon Desf. (84 spp.)
      7. Eurysolen Prain (1 sp.)
      8. Rostrinucula Kudô (2 spp.)
      9. Comanthosphace S.Moore (5 spp.)
      10. Leucosceptrum Sm. (1 sp.)
      11. Achyrospermum Blume (21 spp.)

    2. Tribus Colquhounieae C. L. Xiang, Bo Li & Olmstead
      1. Colquhounia Wall. (4 spp.)

    3. Tribus Gomphostemmateae Scheen & Lindqvist
      1. Gomphostemma Benth. (33 spp.)
      2. Chelonopsis Miq. (18 spp.)

    4. Tribus Synandreae Raf.
      1. Synandra Nutt. (1 sp.)
      2. Macbridea Elliott ex Nutt. (2 spp.)
      3. Warnockia M.W.Turner (1 sp.)
      4. Brazoria Engelm. & A.Gray (3 spp.)
      5. Physostegia Benth. (12 spp.)

    5. Tribus Galeopsideae Vis.
      1. Betonica L. (10 spp.)
      2. Galeopsis L. (10 spp.)

    6. Tribus Stachydeae Dumort.
      1. Melittis L. (1 sp.)
      2. Stachys L. (375 spp.)
      3. Hypogomphia Bunge (3 spp.)
      4. Haplostachys (A.Gray) Hillebr. (5 spp.)
      5. Phyllostegia Benth. (34 spp.)
      6. Stenogyne Benth. (21 spp.)
      7. Prasium L. (1 sp.)
      8. Sideritis L. (143 spp.)

    7. Tribus Paraphlomideae Bendiksby
      1. Paraphlomis (Prain) Prain (39 spp.)

    8. Tribus Phlomideae Mathiesen
      1. Phlomis L. (90 spp.)
      2. Phlomoides Moench (177 spp.)

    9. Tribus Leonureae Dumort.
      1. Lagochilus Bunge ex Benth. (45 spp.)
      2. Chaiturus Ehrh. ex Willd. (1 sp.)
      3. Loxocalyx Hemsl. (3 spp.)
      4. Leonurus L. (24 spp.)
      5. Panzerina Soják (2 spp.)
      6. Lagopsis (Bunge ex Benth.) Bunge (5 spp.)

    10. Tribus Marrubieae Vis.
      1. Acanthoprasium (Benth.) Spach (3 spp.)
      2. Ballota L. (18 spp.)
      3. Pseudodictamnus Fabr. (14 spp.)
      4. Marrubium L. (49 spp.)
      5. Moluccella L. (8 spp.)

    11. Tribus incertae sedis
      1. Roylea Wall. ex Benth. (1 sp.)

    12. Tribus Lamieae Coss. & Germ.
      1. Eriophyton Benth. (12 spp.)
      2. Lamium L. (35 spp.)

    13. Tribus Leucadeae Scheen & Ryding
      1. Rydingia Scheen & V. A. Albert (4 spp.)
      2. Leucas R.Br. (108 spp.)
      3. Isoleucas O.Schwartz (2 spp.)
      4. Otostegia Benth. (7 spp.)
      5. Leonotis (Pers.) R.Br. (16 spp.)
      6. Acrotome Benth. (8 spp.)
24. Familia Wightiaceae Bo Li, Bing Liu, Su Liu & Y.H.Tan (2 spp.)
  1. Wightia Wall. (2 spp.)
25. Familia Paulowniaceae Nakai (8 spp.)
  1. Paulownia Siebold & Zucc. (7 spp.)
  2. Shiuyinghua Paclt (1 sp.)
26. Familia Orobanchaceae Vent. (2205 spp.)
  1. Tribus Rehmannieae Rouy
    1. Triaenophora (Hook.f.) Soler (4 spp.)
    2. Rehmannia Libosch. ex Fisch. & C.A.Mey. (7 spp.)

  2. Tribus Lindenbergieae T.Yamaz.
    1. Lindenbergia Lehm. (15 spp.)

  3. Tribus Orobancheae Lam. & DC.
    1. Eremitilla Yatsk. & J.L.Contr. (1 sp.)
    2. Boschniakia C.A.Mey. (2 spp.)
    3. Kopsiopsis (Beck) Beck (2 spp.)
    4. Epifagus Nutt. (1 sp.)
    5. Conopholis Wallr. (3 spp.)
    6. Cistanche Hoffmanns. & Link (25 spp.)
    7. Gleadovia Gamble & Prain (5 spp.)
    8. Mannagettaea Harry Sm. (2 spp.)
    9. Phelipanche Pomel (62 spp.)
    10. Aphyllon Mitch. (26 spp.)
    11. Diphelypaea Nicholson (3 spp.)
    12. Boulardia F.W.Schultz (1 sp.)
    13. Phacellanthus Siebold & Zucc. (1 sp.)
    14. Orobanche L. (122 spp.)

  4. Tribus Cymbarieae D.Don
    1. Siphonostegia Benth. (3 spp.)
    2. Schwalbea L. (1 sp.)
    3. Monochasma Maxim. ex Franch. & Sav. (3 spp.)
    4. Cymbaria L. (3 spp.)
    5. Bungea C.A.Mey. (2 spp.)

  5. Tribus Brandisieae Bing Liu & Su Liu ex W.B.Yu & D.Z.Li
    1. Brandisia Hook.f. & Thomson (10 spp.)

  6. Tribus Pterygielleae W.B.Yu & D.Z.Li
    1. Xizangia D.Y.Hong (1 sp.)
    2. Pseudobartsia D.Y.Hong (1 sp.)
    3. Pterygiella Oliv. (8 spp.)

  7. Tribus Rhinantheae Lam. & DC.
    1. Melampyrum L. (36 spp.)
    2. Rhynchocorys Griseb. (6 spp.)
    3. Rhinanthus L. (34 spp.)
    4. Lathraea L. (5 spp.)
    5. Bartsia L. (1 sp.)
    6. Euphrasia L. (216 spp.)
    7. Tozzia L. (1 sp.)
    8. Hedbergia Molau (3 spp.)
    9. Nothobartsia Bolliger & Molau (2 spp.)
    10. Odontitella Rothm. (1 sp.)
    11. Odontites Ludw. (34 spp.)
    12. Bellardia All. (2 spp.)
    13. Parentucellia Viv. (3 spp.)
    14. Neobartsia Uribe-Convers & Tank (48 spp.)

  8. Tribus Pedicularideae Duby
    1. Pedicularis L. (676 spp.)
    2. Orthocarpus Nutt. (10 spp.)
    3. Cordylanthus Nutt. ex Benth. (13 spp.)
    4. Dicranostegia (A.Gray) Pennell (1 sp.)
    5. Chloropyron Behr (4 spp.)
    6. Triphysaria Fisch. & C.A.Mey. (6 spp.)
    7. Castilleja L.f. (214 spp.)
    8. Phtheirospermum Bunge (2 spp.)
    9. Lamourouxia Kunth (29 spp.)
    10. Leptorhabdos Schrenk (1 sp.)
    11. Brachystigma Pennell (1 sp.)
    12. Esterhazya J. C. Mikan (6 spp.)
    13. Agalinis Raf. (68 spp.)
    14. Seymeria Pursh (19 spp.)
    15. Macranthera Torr. ex Benth. (1 sp.)
    16. Dasistoma Raf. (1 sp.)
    17. Aureolaria Raf. (8 spp.)
    18. Silviella Pennell (2 spp.)
    19. Seymeriopsis Tzvelev (1 sp.)
    20. Omphalothrix Maxim. (1 sp.)

  9. Tribus Buchnereae Benth.
    1. Subtribus Cyclocheilinae ined.
      1. Cyclocheilon Oliv. (3 spp.)
      2. Asepalum Marais (1 sp.)

    2. Subtribus neopisan
      1. Rhaphispermum Benth. (1 sp.)
      2. Leucosalpa Scott Elliot (3 spp.)
      3. Thunbergianthus Engl. (2 spp.)

    3. Subtribus Buchnerinae Benth. & Hook.f.
      1. Radamaea Benth. (4 spp.)
      2. Nesogenes A.DC. (9 spp.)
      3. Sopubia Buch.-Ham. ex D. Don (32 spp.)
      4. Parasopubia H.-P.Hofm. & Eb.Fisch. (4 spp.)
      5. Micrargeria Benth. (3 spp.)
      6. Micrargeriella R.E.Fr. (1 sp.)
      7. Striga Lour. (55 spp.)
      8. Cycnium E. Mey. ex Benth. (17 spp.)
      9. Buchnera L. (132 spp.)
      10. Tetraspidium Baker (1 sp.)
      11. Pseudostriga Bonati (1 sp.)
      12. Cycniopsis Engl. (2 spp.)
      13. Rhamphicarpa Benth. (6 spp.)
      14. Ghikaea Volkens & Schweinf. (1 sp.)
      15. Sieversandreas Eb.Fisch. (1 sp.)
      16. Bardotia Eb.Fisch., Schäferh. & Kai Müll. (1 sp.)
      17. Graderia Benth. (4 spp.)
      18. Xylocalyx Balf.f. (5 spp.)
      19. Baumia Engl. & Gilg (1 sp.)
      20. Pseudosopubia Engl. (3 spp.)
      21. Hiernia S.Moore (1 sp.)

    4. Subtribus Aeginetiinae Teryokhin
      1. Harveya Hook. (28 spp.)
      2. Hyobanche L. (9 spp.)
      3. Campbellia Wight (1 sp.)
      4. Christisonia Gardner (24 spp.)
      5. Aeginetia L. (8 spp.)

    5. Subtribus Escobediinae Benth. & Hook.f.
      1. Buttonia McKen ex Benth. (2 spp.)
      2. Centranthera R.Br. (9 spp.)
      3. Alectra Thunb. (34 spp.)
      4. Pseudomelasma Eb.Fisch. (1 sp.)
      5. Gerardiina Engl. (2 spp.)
      6. Melasma Bergius (7 spp.)
      7. Escobedia Ruiz & Pav. (8 spp.)
      8. Vellosiella Baill. (3 spp.)
      9. Physocalyx Pohl (3 spp.)
      10. Nothochilus Radlk. (1 sp.)
      11. Magdalenaea Brade (1 sp.)

Bivše porodice:
- Callitrichaceae Link; Vodničevke; ova porodica više ne postoji, a rod Callitriche klasificiran je porodici Plantaginaceae.
- Globulariaceae DC.; Glavuljevke; ova porodica također više ne postoji, a rod Globularia klasificiran u Plantaginaceae.
- Hippuridaceae Link; porodica također izbrisana, a rod Hippuris klasificiran u Plantaginaceae.
- Trapellaceae (F.W. Oliver) Honda & Sakisake; izbrisana s popisa, rod Trapella pripada porodici Plantaginaceae.